# Himalájai fakopáncs
A himalájai fakopáncs (Dendrocopos himalayensis) a madarak (Aves) osztályának harkályalakúak (Piciformes) rendjébe, ezen belül a harkályfélék (Picidae) családjába tartozó faj.
Magyar neve forrással nincs megerősítve.

## Rendszerezése
A fajt William Jardine és Prideaux John Selby írták le 1835-ben, a Picus nembe Picus himalayensis néven.

## Alfajai
- Dendrocopos himalayensis albescens (E. C. S. Baker, 1926)
- Dendrocopos himalayensis himalayensis (Jardine & Selby, 1831)[2]

## Előfordulása
Ázsia déli részén, Afganisztán, India, Nepál és Pakisztán területén honos. A természetes élőhelye a szubtrópusi vagy trópusi hegyi esőerdők, lombhullató erdők és cserjések. Állandó, nem vonuló faj.

## Megjelenése
Testhossza 23-25 centiméter, testtömege 57-85 gramm.

## Életmódja
Főleg rovarokkal táplálkozik, de fogyaszt más ízeltlábúakat és növényi anyagokat is.

## Természetvédelmi helyzete
Az elterjedési területe nagy, egyedszáma pedig stabil. A Természetvédelmi Világszövetség Vörös listáján nem fenyegetett fajként szerepel.